# Fazeley
Fazeley är en ort och civil parish i Storbritannien.   Den ligger i grevskapet Staffordshire och riksdelen England, i den södra delen av landet, 160 km nordväst om huvudstaden London. Fazeley ligger 64 meter över havet och antalet invånare är 7 522.
Terrängen runt Fazeley är huvudsakligen platt. Fazeley ligger nere i en dal som går i nord-sydlig riktning. Runt Fazeley är det ganska tätbefolkat, med 222 invånare per kvadratkilometer. Närmaste större samhälle är Tamworth, 2,2 km norr om Fazeley. Trakten runt Fazeley består till största delen av jordbruksmark.